# Жук Костянтин Іванович
Жук Костянтин Іванович  (1909—1981) — радянський український кінорежисер. Нагороджений значком «Отличник кинематографии СССР».

## Біографічні відомості
Народився 20 лютого 1909 р. в Одесі в родині службовців. У 1931 закінчив робітфак в Харкові, в 1931—1934 навчався на режисерському факультеті ВДІКу.
В кіно працював з 1934 р.: на Фабриці оборонних фільмів (Москва), на «Мосфільмі» (в картині І. Пир'єва «Партійний квиток»), на Київській (1936—1941, 1954—1955) та Одеській студіях художніх фільмів (1955—1973).
Автор ряду одноактних п'єс. 
Був членом Спілки кінематографістів України. 
Помер 30 травня 1981 р. в Одесі. 

## Фільмографія
Асистент режисера:
- «Кубанці» (1939) та ін.

Другий режисер у стрічках:
- «Тінь біля пірсу» (1955)
- «Весна на Зарічній вулиці» (1956)
- «На зеленій землі моїй» (1959)
- «Повернення» (1960)
- «Мрії назустріч» (1963)
- «Молодий» (1964, у співавт. з В. Кошуріним)
- «Прощавай» (1966)
- «Вертикаль» (1967)
- «Увага, цунамі!» (1969)
- «А людина грає на трубі» (1970, т, ф)
- «Про Вітю, про Машу і морську піхоту» (1973) та ін.

Режисер-постановник:
- «Іноземка» (1965, у співавт. з О. Сєрим),
- «Пошук» (1967, у співавт. з І. Старковим i Є. Хринюком),
- «Юлька» (1972) та ін.